# The Midnight Prowlers
The Midnight Prowlers é um filme de comédia mudo produzido nos Estados Unidos em 1915, dirigido por Bobby Burns e com atuação de Oliver Hardy.